# Calappula
Calappula is een geslacht van kreeftachtigen uit de klasse van de Malacostraca (hogere kreeftachtigen).

## Soorten
- Calappula saussurei (Rathbun, 1898)
- Calappula tortugae (Rathbun, 1933)